# Infinity (GIRL NEXT DOORの曲)
「Infinity」（インフィニティ）は、日本の音楽ユニット・GIRL NEXT DOORの5作目のシングル。

## 概要
- 前作「Seeds of dream」から2か月ぶりのシングル。
- 「偶然の確率」以来4作ぶりに表題曲のインストゥルメンタルバージョンが収録された。
- 表題曲は堀北真希主演のテレビドラマ『アタシんちの男子』の主題歌に使用された[1][2]。テレビドラマのタイアップは「情熱の代償」以来2度目となった。
- ジャケットが異なるCD+DVD規格とCD規格の2形態で発売され、CD+DVD規格のDVDには表題曲のミュージック・ビデオが収録された。また、全規格共通の初回生産分特典として次作「FRIENDSHIP」のライブ形式によるミュージック・ビデオの撮影に150組300名限定で参加できる券が同梱された[注 1][3][4]。
- 今作発売前の5月19日にレコチョクにて着うたが先行配信され、これを記念して抽選で30組60名を招待し、『アタシんちの男子』のロケーション撮影地である大理石村ロックハート城にて無料招待ライブが開催された[5]。
- 今作で『第51回日本レコード大賞』にて優秀作品賞を受賞[6]、NHK『第60回NHK紅白歌合戦』に2度目の出場を果たした[7]。
- オリコンチャートデイリー2位[8]、初登場1位を獲得[9]。シングル・アルバム通じて初の首位獲得を果たした。

## 収録曲
| 全作曲: 鈴木大輔。 |                                             |                  |            |                         |                            |      |
| #                  | タイトル                                    | 作詞             | 作曲・編曲 | 編曲                    | リミックス                 | 時間 |
| 1.                 | 「Infinity」                                | 千紗 & Kenn Kato | 鈴木大輔   | GIRL NEXT DOOR & 渡辺徹 |                            | 5:48 |
| 2.                 | 「If」                                      | 千紗 & Kenn Kato | 鈴木大輔   | GIRL NEXT DOOR & 渡辺徹 |                            | 6:35 |
| 3.                 | 「情熱の代償 (Diamond Mirror SCP version)」 | 千紗 & Kenn Kato | 鈴木大輔   |                         | ステーファノ・カスターニャ | 5:04 |
| 4.                 | 「Seeds of dream (ice cream mix)」          | 千紗 & Kenn Kato | 鈴木大輔   |                         | 鈴木大輔                   | 5:02 |
| 5.                 | 「Infinity (Instrumental)」                 |                  | 鈴木大輔   | GIRL NEXT DOOR & 渡辺徹 |                            | 5:49 |

### 解説
1. Infinity
歌詞はテレビドラマ『アタシんちの男子』の台本を読んだ上で台詞や内容にリンクするように書かれ、歌詞の中に出演俳優が演じている役名が取り入れられた[1][2]。
2. If
3. 情熱の代償 (Diamond Mirror SCP version)
両A面からなる、3rdシングルの表題1曲目のリミックスバージョン。
4. Seeds of dream (ice cream mix)
4thシングルの表題曲のリミックスバージョン。
5. Infinity (Instrumental)
表題曲のインストゥルメンタルバージョン。

## 参加ミュージシャン
GIRL NEXT DOOR
- 千紗：Vocal
- 鈴木大輔：Keyboards
- 井上裕治：Guitar

## タイアップ
- フジテレビ系列火曜9時枠連続ドラマ『アタシんちの男子』主題歌 (#1)

## 収録アルバム
- NEXT FUTURE (#1,3)
- SINGLE COLLECTION (#1)
- girl next door THE LAST (#1〜4)
- エッグ ゲット・ワイルド&ビー・セクシー (#1)
- JAPANATION (#1)[10]
- a-nation'10 BEST HIT SELECTION (#1)[11]
- RUN (#1)
- Dramatic Tunes (#1)
- アゲイン!00's BEST OF HEARTFUL J-POP SONGS (#1)
- ドラマと涙 ～懐かしい思い出と、あの頃の歌～	(#1)
- Girls Pop Parade 〜Happy Mix〜 (#1)
- ベスト・オブ・スーパー・ユーロ・クリスマス (#3)